# Gustav von Wocher
Gustav von Wocher zu Oberlochau und Hausen (* 4. September 1781 in Ludwigsburg; † 25. März 1858 in Wien) war ein kaiserlich österreichischer Feldzeugmeister.

## Leben

### Militärische Karriere
Nach seinem Schulbesuch in Ludwigsburg trat er am 28. Juni 1798 als Kadett in das Tiroler Schützenkorps ein, wo er am 6. Dezember zum Infanterieregiment Nr. 25 versetzt und zum Fähnrich befördert wurde. Im Zweiten Koalitionskrieg eingesetzt fiel er bereits im März 1799 bei einem Scharmützel in französische Kriegsgefangenschaft.
Nach seiner Entlassung wurde er am 10. November 1800 zum Unterleutnant befördert und am 30. Januar 1804 zum Infanterieregimente Nr. 3 versetzt. Beim Feldzug von 1805 fiel er bei Ulm nochmals in Gefangenschaft und stieg am 1. September 1808 zum Hauptmann auf. Im folgenden Koalitionskrieg von 1809 stand er bei seinem Regiment in Süddeutschland im Verbande des V. Korps und geriet am 23. April bei Neumarkt abermalig in Kriegsgefangenschaft. Im Befreiungskrieg von 1813 kämpfte er in Deutschland, dann 1814 und 1815 in Italien, 1816 kam er nach Wien, wo er am 20. September 1820 zum Major befördert wurde. 1823 wurde er zum Adjutanten des Generalkommando von Niederösterreich ernannt, wurde er am 21. Januar 1828 zum Oberstleutnant aufstieg. Am 30. März 1830 folgte die Beförderung zum Oberst und die Übernahme des Kommandos über das Infanterieregiment Nr. 17, das zum größten Teil in italienischen Garnisonen stand. Am 5. Mai 1835 folgte seine Beförderung zum Generalmajor, gleichzeitig übernahm er eine Brigade in Mailand, später in Wien. Am 14. November 1842 wurde er zum Inhaber des Infanterie-Regiments Nr. 25 ernannt und am 31. Mai 1844 zum Feldmarschallleutnant befördert. Im gleichen Jahr übernahm Wocher die Führung einer Division in der Lombardei, die er bis zum Ausbruch der Revolte in Mailand befehligte.

### Revolutionskrieg in Italien 1848/49
Nach dem Ausbruch des Mailänder Aufstandes (18. März 1848) mussten Wochers Truppen auf das Glacis der Festung Verona zurückgehen. Feldmarschall Graf von Radetzky hatte die ursprüngliche Garnison, die Brigade Wohlgemuth und Erzherzog Sigismund zur Deckung von Pastrengo zurückgelassen. In der Schlacht bei Pastrengo (30. April) zeichnete sich Wocher trotz taktischer Verluste als Kommandeur beider Brigaden aus. Nach Beginn der Gegenoffensive Radetzkys übernahm er das neu aufgestellte I. Reserve-Korps, das aus 11 Bataillone, 28 Eskadronen und 79 Geschütze bestand und etwa 12.000 Mann zählte. FML Wocher bewährte sich bei der Verteidigung von Verona in so glänzender Weise, dass er mit dem Orden der Eisernen Krone I. Klasse auszeichnet wurde. Sein Korps führte den Brückenschlag bei Salionze durch und unterstützte die Hauptarmee Radetzky’s in der Schlacht bei Custozza (1848). Das I. Reserve-Korps bildete hinter dem Zentrum bei Oliosi die Armeereserve.
Im November 1849 wurde er zum Kommandierenden General des IX. Korps in Illyrien und im Dezember desselben Jahres zum Geheimrat befördert. Am 5. April 1850 erhielt er den Charakter eines Feldzeugmeister und trat am 16. April in den Ruhestand. General von Wocher starb 1858 unvermählt, er verfügte über eine hohe humanistische Bildung und war auch ein vorzüglich geschulter Landschaftsmaler.